# Arignano
Arignano – miejscowość i gmina we Włoszech, w regionie Piemont, w prowincji Turyn.
Według danych na rok 2004 gminę zamieszkiwało 898 osób, 112,2 os./km².

## Miasta partnerskie
- Comillas